# Felip Parellada i Mata
Felip Parellada i Mata (La Geltrú, 18 de gener de 1653 - Banyoles, 1 de juliol de 1704) fou un monjo i mestre de capella.
Fill de Felip Parellada i Alegret i Maria Mata Llanussa, als 16 anys va substituir al seu pare com a mestre de capella de la Catedral de Girona.
Va estar dirigint la capella fins al 23 de gener de 1682, quan per dificultats sorgides amb el grup de clergues, va decidir deixar el seu lloc a causa de la forma que tenien de cuidar als nens cantors. I va renunciar al seu càrrec durant el memorial del 23 de gener de 1682, on va oferir-se a cuidar dels escolars i seguir fent les seves tasques fins que arribés un successor. També va demanar si es podia continuar a la capella com a element supernumerari. La corporació va acceptar la seva proposta i fins i tot el va deixar seguir vestint sotana en algunes actuacions a la catedral i el van anomenar membre del tribunal a les oposicions del 14 de març de 1682 per a elegir al seu propi successor.
Finalment, va morir l'1 de juliol de 1704 a Banyoles.

## Obra
La seva obra avui en dia es conserva part a Manresa (Barcelona), Girona i a Canet de Mar (Barcelona).
Obres de Felip Parellada a l'IFMuC.
Destaca sobretot del seu repertori religiós, Quatro al Santísimo Sacramento , per a 4 veus i un baix continuo.